# نه میلیارد نام خدا
نُه میلیارد نامِ خدا نام داستان کوتاهی در گونهٔ علمی-تخیلی است که در اوایل دههٔ ۵۰ میلادی به قلم آرتور سی. کلارک نگاشته شده است.
این داستان در سال ۲۰۰۴ برنده جایزه هوگو برای بهترین داستان کوتاه سال ۱۹۵۴ شد.